# Óscar Maturín
Óscar Natalio Maturín Landeros (Culiacán Sinaloa, México 30 de junio de 1979). 

## Trayectoria
Es un futbolista mexicano que juega en la demarcación de defensa, empezó su carrera en el Invierno 2000 con el Club Deportivo Marte  club que militaba en la Primera 'A', después se incorporó al Club Atlante y haría su debut en la Primera División en el Invierno 2001 jugaría en ese torneo siete encuentros y no tardaría en anotar su primer gol lo convirtió en la victoria de 2-0 frente al Universidad Nacional y en ese mismo torneo su equipo lograría los cuartos de final.

Permaneció en el club por tres años poco a poco teniendo minutos y jugaría toda su carrera en la Primera División con ellos or tres años participando en un total de 62 encuentros y marcando dos goles.

Tras tener poca actividad en el Apertura 2004 no entró en planes y fue puesto transferible y fue mandado al Pioneros de Ciudad Obregón de la división de ascenso por seis meses y para el siguiente torneo fue traspasado al Tampico Madero FC donde estuvo un año y retornó al Atlante sin embargo lo registraron al filial el Real Colima y a mediados de 2007 viajó a El Salvador para jugar el Apertura 2007 con Nejapa.

### Clubes
| Club                       | País                | Año         | Partidos | Goles | Media |
| -------------------------- | ------------------- | ----------- | -------- | ----- | ----- |
| Club Deportivo Marte       | México              | 2000 - 2001 | 8        | 0     | 0     |
| Club de Fútbol Atlante     | México              | 2001 - 2004 | 62       | 2     | 0.03  |
| Pioneros de Ciudad Obregón | México              | 2005        | 16       | 3     | 0.19  |
| Tampico Madero Fútbol Club | México              | 2005 - 2006 | 34       | 1     | 0.03  |
| Real Colima                | México              | 2006 - 2007 | 11       | 0     | 0     |
| Nejapa FC                  | El Salvador         | 2007        | 12       | 0     | 0     |
| Dorados de Sinaloa         | México              | 2008        | 2        | 0     | 0     |
| Total en su carrera        | Total en su carrera | 2000 - 2008 | 145      | 6     | 0.04  |

#### Estadísticas
Resumen estadístico
| Competencia                     | Partidos | Goles |
| ------------------------------- | -------- | ----- |
| Primera División de México      | 62       | 2     |
| Liga de Ascenso de México       | 71       | 4     |
| Primera División de El Salvador | 12       | 0     |
| Total                           | 145      | 6     |